# Mercedes-Benz SL 65 AMG Black Series
De Mercedes-Benz SL65 AMG Black Series is een auto van Mercedes-Benz. De Black Series is een speciale uitvoering van de SL 65 AMG, en een van de sterkste wagens van het merk.
De AMG Black heeft 20 pk meer dan de SLR 722. De Mercedes-Benz SL65 AMG Black Series gaat van 0-100 in 3,8 seconden en heeft een topsnelheid van 320 km/h.
De productie is gelimiteerd tot 350 exemplaren wereldwijd, waarvan 175 bestemd waren voor de Amerikaanse markt.